# Rauch Fruchtsäfte

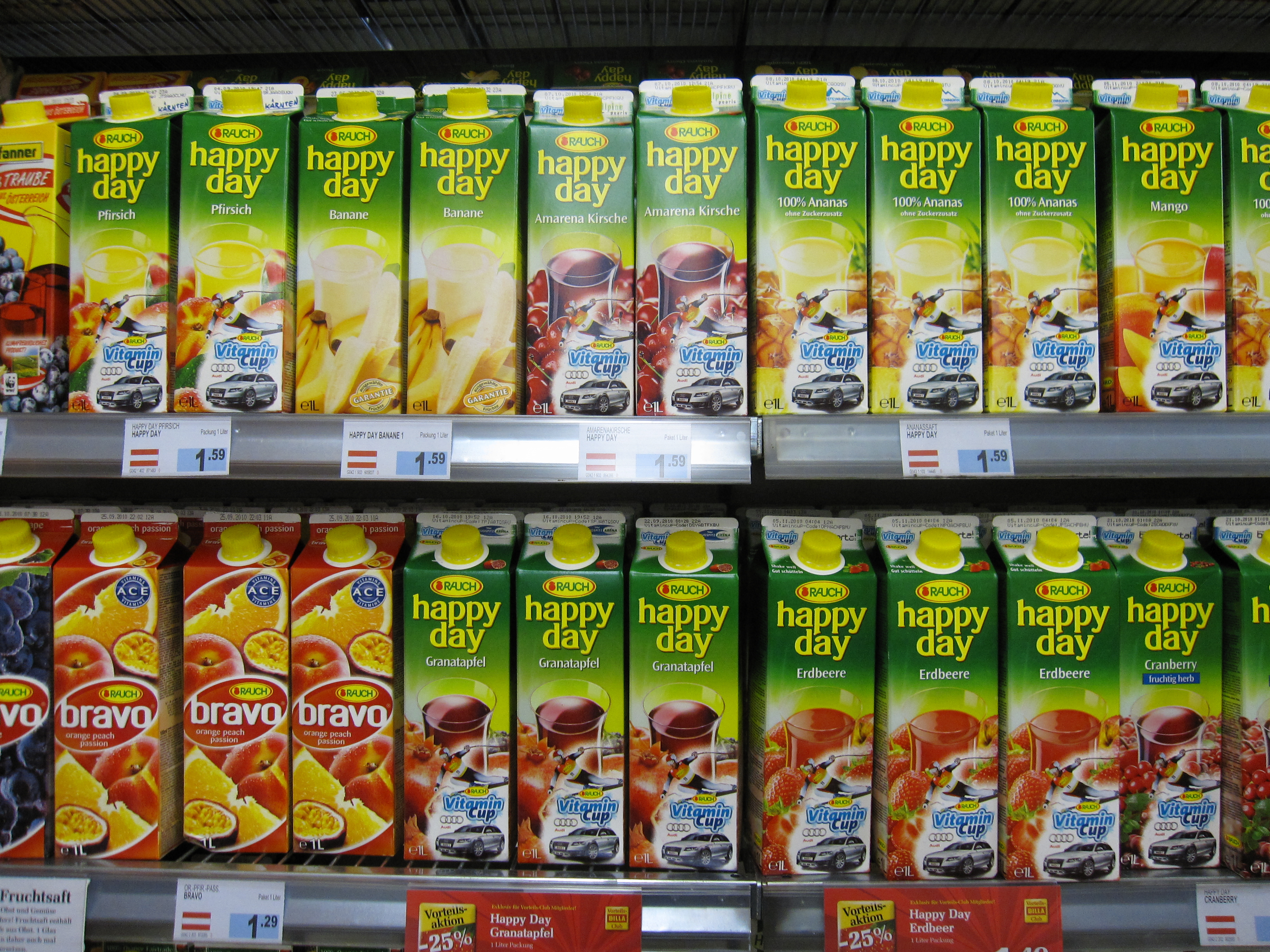
Ein Teil des Fruchtsäfteangebots im alten Design von Rauch im Supermarkt

Das Unternehmen Rauch Fruchtsäfte GmbH & Co OG (Eigenschreibweise: RAUCH) ist ein international tätiger österreichischer Fruchtsafthersteller mit Sitz in Rankweil in Vorarlberg. Das Unternehmen, das Werke unter anderem in Österreich, Ungarn, der Schweiz, Polen und Serbien unterhält, beschäftigt mehr als 2.700 Mitarbeiter Weltweit davon ca. 1.060 in Österreich.

## Geschichte
Das Familienunternehmen wurde 1919 von Franz Josef Rauch als kleine Mostpresserei für die umliegenden Bauern gegründet. In der Zwischenkriegszeit wurde aber die Fruchtsaftherstellung bereits industriell durchgeführt. Im Jahr 1962 wurde die Firma von der nächsten Generation übernommen und international ausgerichtet.
In den 1970er Jahren wurde Rauch mit den Marken Happy Day und Bravo zum Marktführer in Österreich. Von Glasflaschen wurde auf Tetra-Pak umgestellt. Als in Österreich eine Kampagne gegen das Tabakrauchen mit dem Spruch „Ohne Rauch geht’s auch“ ins Leben gerufen wurde, kreierte die Firma Rauch den Werbeslogan „Ohne Rauch geht’s nicht, wenn man vom Fruchtsaft spricht“ und war damit bis in die 1980er Jahre bekannt. 1998 wurde das Getränkeangebot um Eistee erweitert.
Im Jahr 2000 wurde die Brauerei Fohrenburg in Bludenz übernommen, 2019 jedoch wieder verkauft.
Am 8. Juni 2016 gab die Bundeswettbewerbsbehörde (BWB) eine Entscheidung des Kartellgerichts vom 3. März 2016 (26 Kt 2/16p) gegen die Rauch Fruchtsäfte GmbH & Co OG und die Rauch Fruchtsäfte GmbH bekannt. Wegen vertikaler Preisabstimmungen der Endverkaufspreise mit Abnehmern auf Einzelhandelsebene im Zeitraum September 2003 bis März 2012 wurde eine Geldbuße von 1,7 Millionen Euro verhängt.
2017 wurde der Getränkeproduzent in der Kategorie Fruchthaltige Getränke von der deutschen Lebensmittel Zeitung als «Top-Marke 2017» ausgezeichnet. Dies war das bisher erfolgreichste Jahr in der Unternehmensgeschichte, in welchem der Umsatz von 881 Millionen Euro auf 902 Millionen Euro stieg. Bis 2023 konnte der Jahresumsatz auf 1,69 Milliarden Euro gesteigert werden.

## Organisation

### Geschäftsfelder
Die Produktion umfasst drei Geschäftsfelder: die eigentliche Fruchtsaftherstellung, Halbwaren und Lohnabfüllungen. Die Produkte werden in über 90 Länder exportiert.
Rauch ist der größte Lohnabfüller für Getränke der Red Bull GmbH.

### Niederlassungen
Das Unternehmen unterhält insgesamt 20 Niederlassungen in 13 europäischen Ländern, wobei jede Niederlassung einem entsprechenden nationalen Tochterunternehmen von Rauch zugeordnet ist. Es existieren folgende Niederlassungen:
- Österreich: Rankweil (Unternehmenshauptsitz), Nüziders
- Ungarn: Budapest, Nyírmada
- Rumanien: Bukarest (Verwaltung)
- Schweiz: Widnau
- Serbien: Koceljeva, Belgrad (Verwaltung)
- Bulgarien: Sofia (Verwaltung)
- Vereinigte Staaten: Glendale (Arizona)
- Deutschland: Planegg (Verwaltung), Baruth/Mark
- Italien: Brianza (Verwaltung)
- Kroatien: Zagreb (Verwaltung)
- Polen: Siemiatycze, Płońsk, Kluczkowice-Osiedle, Przeworsk
- Slowakei: Bratislava (Verwaltung)
- Tschechien: Prag (Verwaltung)

### Sponsoring
- Im Skirennsport ist Rauch Fruchtsäfte Partner des Österreichischen Skiverbandes (ÖSV) sowie des Slowenischen (Slo.Ski) und es werden die Skirennläuferinnen Anna Veith, Katharina Liensberger und Petra Vlhová (Slowakei) unterstützt.
- Rauch Fruchtsäfte unterstützt die Fußballvereine FC Red Bull Salzburg und in Deutschland seit 2017 den RB Leipzig,[12] sowie den Eishockeyclub EHC Red Bull München.
- In Kooperation mit der Red Bull GmbH ist das Rauch-Logo auch auf den Formel-1-Wagen von Red Bull Racing zu sehen.
- Auch im Beachvolleyball war Rauch Fruchtsäfte bereits Sponsor verschiedener Events, wie z. B. bei der Weltmeisterschaft 2017 in Wien.

## Produkte
Rauch bietet eine Vielzahl an verschiedenen Säften und Getränken an. Dazu zählen die Marken:
- Bravo
- Cafemio
- Culinary
- EisTee
- Gastronomie
- Happy Day
- Isotonic Sport
- Juice Bar
- Nativa
- Willi Dungl
- Yippy

## Ausfuhrerstattungen
Seit der Verordnung (EG) Nr. 259/2008 der EU-Kommission im März 2008 werden Empfänger des Europäischen Garantiefonds für die Landwirtschaft (EGFL) und dem Europäischen Landwirtschaftsfonds für die Entwicklung des ländlichen Raums (ELER) im Internet veröffentlicht. Im Zuge dessen wurde bekannt, dass Rauch Ausfuhrerstattungen aus diesen Fonds erhält, der die Differenz zwischen den Weltmarktpreisen für Zucker und den hohen EU-Preisen (aufgrund von Schutzzöllen und Produktionsquoten) ausgleichen soll, um international wettbewerbsfähig zu bleiben.
In den Jahren 2008 bis 2010 war Rauch der mit Abstand am stärksten Begünstigte dieser Gelder in Österreich. 2011 wurde der globale Zuckerpreis als fast equivalent zum Preis des EU-Zuckers festgestellt, weswegen die Erstattungen eingestellt wurden.